# Norakert (Armawir)
Norakert – wieś w Armenii, w prowincji Armawir. W 2011 roku liczyła 2739 mieszkańców.